# سرخیو آسنخو
سرخیو آسنخو (اسپانیایی: Sergio Asenjo‎؛ زادهٔ ۲۸ ژوئن ۱۹۸۹) یک بازیکن فوتبال اهل اسپانیا است.
از باشگاه‌هایی که در آن بازی کرده‌است می‌توان به مالاگا، رئال وایادولید، و اتلتیکو مادرید اشاره کرد.وی ۲۸ ژوئیه ۲۰۲۴ از فوتبال خداحافظی کرد.